# Wolfgang Brendel
Wolfgang Brendel (ur. 20 października 1947 w Monachium) – niemiecki śpiewak operowy, baryton.

## Życiorys
Studiował śpiew w Wiesbaden u Rolffa Sartoriusa. Zadebiutował na scenie w 1969 roku w Kaiserslautern, gdzie kreował rolę Guglielma w Così fan tutte oraz partię tytułową w Don Giovannim. Od 1971 roku związany z Bayerische Staatsoper w Monachium, w 1977 roku otrzymał tytuł Kammersänger. W 1975 roku rolą Hrabiego Almavivy w Weselu Figara debiutował na deskach nowojorskiej Metropolitan Opera, kreację tę powtórzył w 1981 podczas debiutu w mediolańskiej La Scali. W 1985 roku wystąpił jako Wolfram von Eschenbach w Tannhäuserze na festiwalu w Bayreuth. W tym samym roku rolą Hrabiego Di Luna w Trubadurze debiutował w Covent Garden Theatre w Londynie. W 1997 roku wystąpił w roli tytułowej w Holendrze tułaczu na deskach Deutsche Oper w Berlinie.
W jego repertuarze dominowały role w operach Giuseppe Verdiego i Richarda Wagnera. Kreował m.in. Papagena w Czarodziejskim flecie, Hrabiego Almavivę w Weselu Figara, Amfortasa w Parsifalu, Mandrykę w Arabelli, Posę w Don Carlosie, starego Germonta w Traviacie, Silvia w Pajacach. Występował też w repertuarze operetkowym. Dokonał wielu nagrań płytowych.